# كاشيابا
كاشيابا (بالإنجليزية: Kashyapa)‏ هو أحد حُكماء (ساغا) الفيدا المُبجَّلين في الهُندوسيَّة. ويُعدُّ أحد الحكماء السبعة القدامى في الريجفيدا، بالإضافة إلى العديد من النصوص السنسكريتية الأخرى والكتب الدينية الهندية. إنه أقدم ريشي مُدرج في خاتمة العمل الشعري المنظوم المضمن في النص المقدس المسمى بريهادارانياكا أوبانيشاد. أُشير في العديد من النُّصوص المقدسة السابقة إلى أنَّه والد الإلهة الأفعى ماناسا. زوجته هي الإلهة أديتي.
«كاشيابا» هو اسم قديم شائع يشير إلى العديد من الشخصيات المختلفة في النصوص الهندوسية والبوذية القديمة.